# 尼古拉·叶泽尔斯基
尼古拉·尼古拉耶维奇·叶泽尔斯基（羅馬化：Nikolay Nikolayevich Yezerskiy；1956年5月8日—）是俄罗斯政治人物，俄罗斯联邦安全局中校，第四、五、六、七、八届国家杜马代表。
1980年至1991年，他是苏联共产党党员。1982年至1984年，他在苏联军队服役。1986年，他是切尔诺贝利清理者之一。 2000年至2003年，担任斯维尔德洛夫斯克州立法议会地区杜马代表。2003年，他当选为乌拉尔联邦管区第四届国家杜马代表。2007年、2011年、2016年、2021年分别连任第五、六、七、八届国家杜马议员。

## 制裁
叶泽尔斯基于2022年因俄乌战争而受到英国政府制裁。